# Wadsworth (Illinois)
Wadsworth es una villa ubicada en el condado de Lake en el estado estadounidense de Illinois. En el Censo de 2010 tenía una población de 3815 habitantes y una densidad poblacional de 152,37 personas por km².

## Geografía
Wadsworth se encuentra ubicada en las coordenadas 42°25′31″N 87°54′6″O / 42.42528, -87.90167. Según la Oficina del Censo de los Estados Unidos, Wadsworth tiene una superficie total de 25.04 km², de la cual 24.8 km² corresponden a tierra firme y (0.94%) 0.24 km² es agua.

## Demografía
Según el censo de 2010, había 3815 personas residiendo en Wadsworth. La densidad de población era de 152,37 hab./km². De los 3815 habitantes, Wadsworth estaba compuesto por el 87.6% blancos, el 4.09% eran afroamericanos, el 0.45% eran amerindios, el 2.33% eran asiáticos, el 0.05% eran isleños del Pacífico, el 4.01% eran de otras razas y el 1.47% pertenecían a dos o más razas. Del total de la población el 8.83% eran hispanos o latinos de cualquier raza.